# Gerichtssäule

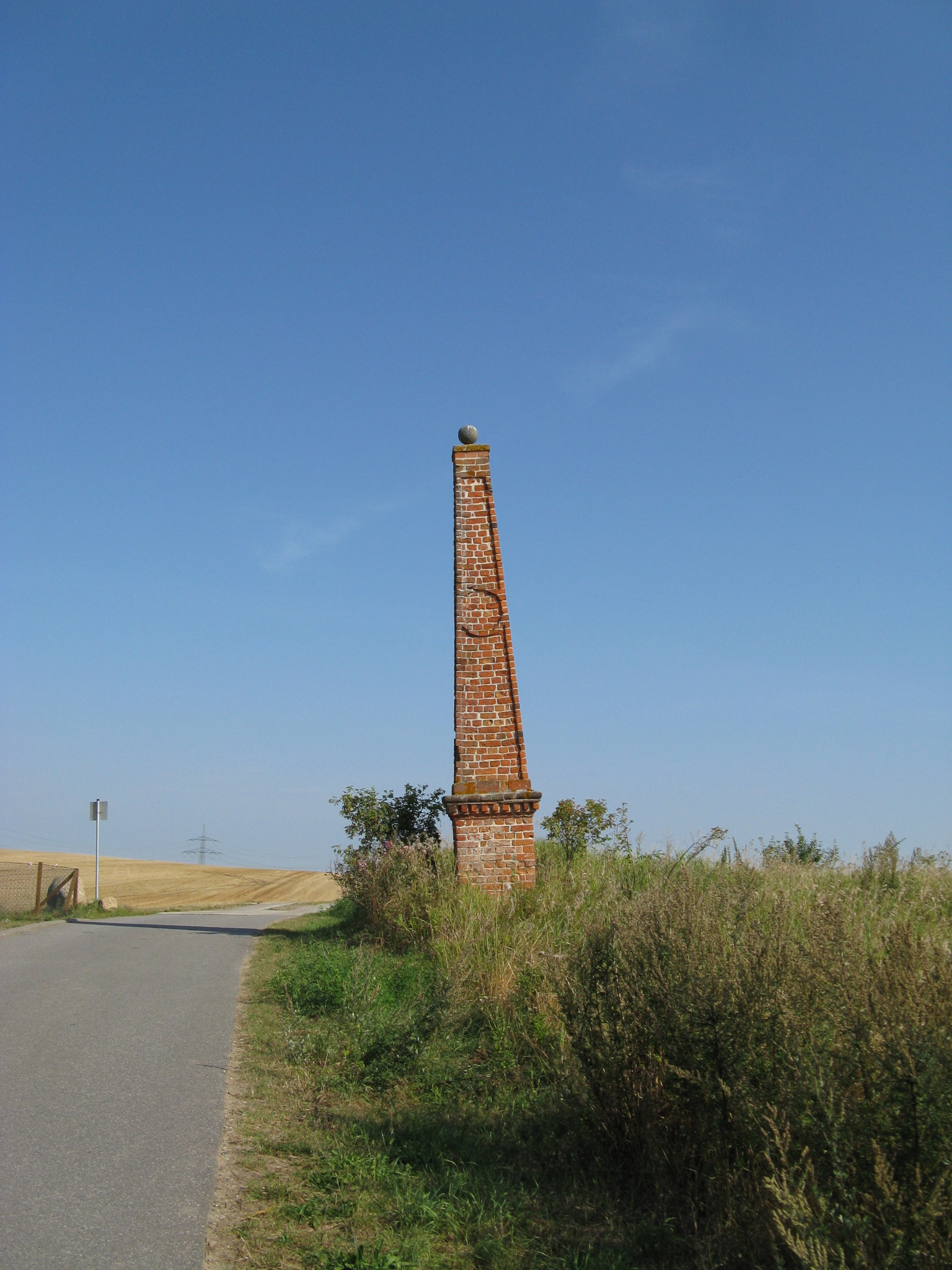
Gerichtssäule in Karow (1753)

Eine Gerichtssäule oder Gerichtsbarkeitssäule (manchmal auch Gerichtspfeiler) grenzte früher den Bereich der Gerichtsbarkeit einer Gemeinde ab. Ihre Aufstellung musste von höherer Stelle (Grundherr, Bischof, Landesfürst) angeordnet oder zumindest genehmigt werden. Gerichtssäulen werden umgangssprachlich auch als „Pranger“ bezeichnet, weil an ihnen – laut mündlicher Überlieferung – nicht nur Urteile gefällt, sondern auch Strafen vollzogen wurden. Darüber hinaus waren sie oft Zeichen des Bürgerstolzes.

## Geschichte
Gerichtssäulen stehen im Zusammenhang mit dem wirtschaftlichen Aufblühen und der zunehmenden politischen Selbstverwaltung der Städte und größeren Gemeinden im ausgehenden Mittelalter und in der frühen Neuzeit. Vorausgegangen waren oft die Verleihung von Markt-, Handels- und Steuerprivilegien. Hochmittelalterliche (d. h. romanische) Gerichtssäulen sind nicht bekannt; die ältesten, allesamt undatierten, Exemplare stammen aus dem 15. Jahrhundert (d. h. der Spätgotik). Während die Tradition der Aufstellung von Gerichtssäulen im Süden Europas etwa in der Zeit um 1700 endet, wurden sie in Mitteleuropa (als Grenzmarkierung) manchmal noch im 18. Jahrhundert errichtet.

## Iberische Halbinsel
Im Norden Spaniens (Altkastilien) und Portugals werden Gerichtssäulen rollo jurisdiccional (kurz rollo), picota oder pelourinho genannt. Sie stehen zumeist auf einem abgetreppten Rundsockel inmitten des jeweiligen Ortes bzw. an dessen Rand und künden von der eigenständigen Gerichtshoheit der Gemeinden. Im Rahmen der Rückeroberung (reconquista) und Besiedlung (repoblación) Zentral- und Südwestspaniens und der damit einhergehenden Stabilisierung der Machtverhältnisse wurden sie auch in der Estremadura und in Neukastilien errichtet; im Süden (Andalusien, Algarve) oder Osten (Aragón, Katalonien, Valencia, Murcia) sind sie weitestgehend unbekannt.

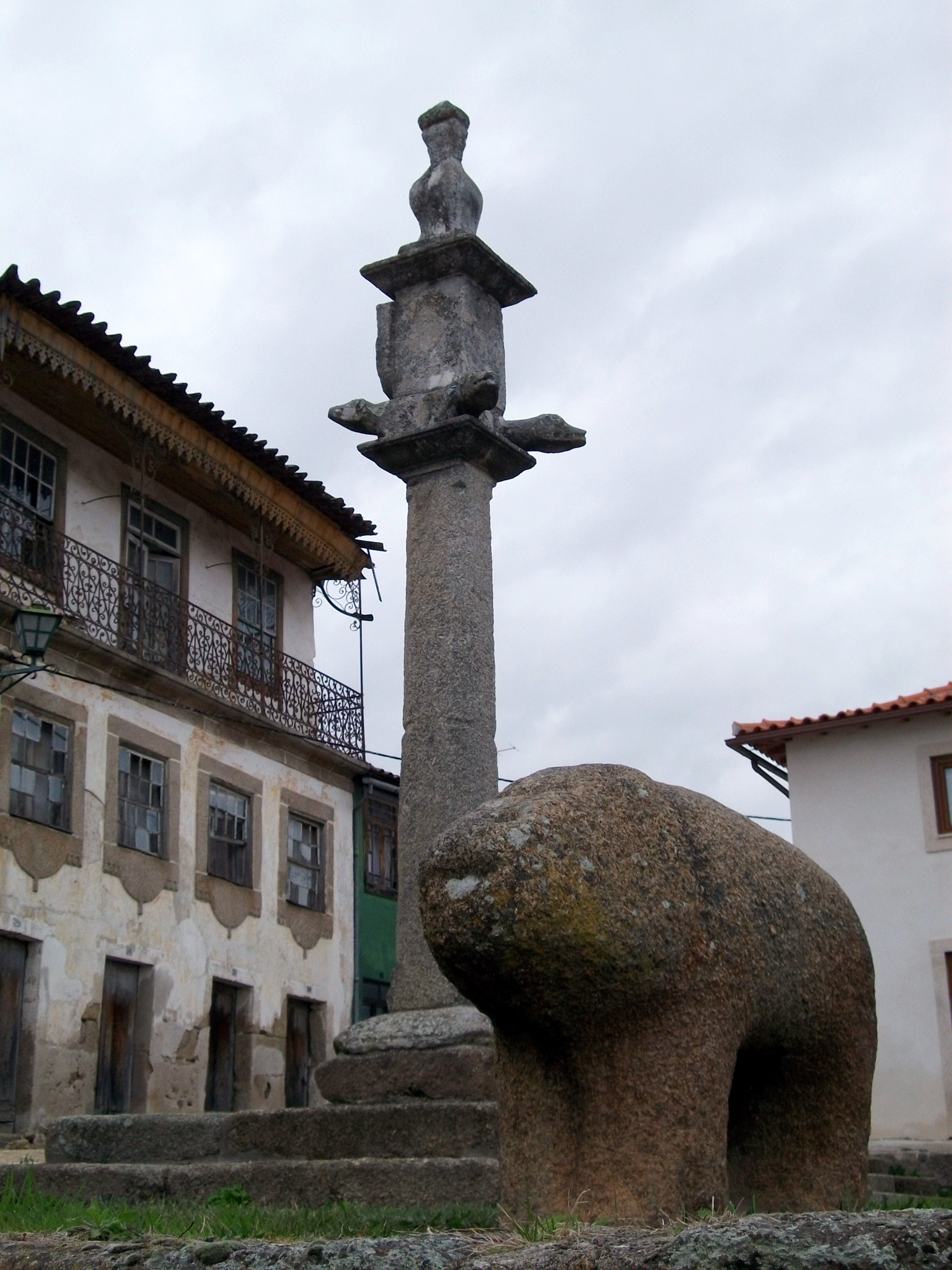
Pelourinho und Verraco in Torre de Dona Chama, Nordportugal
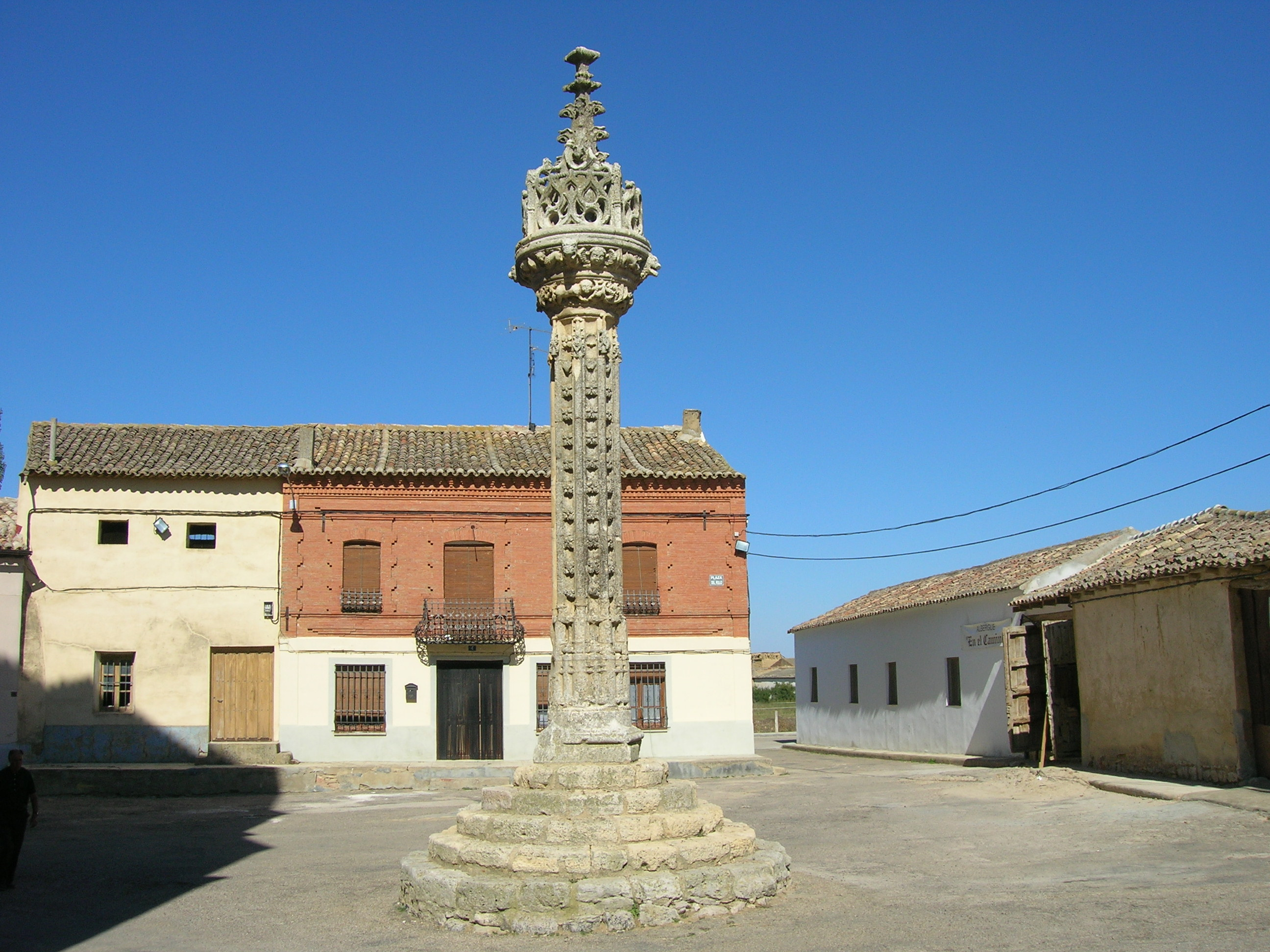
Boadilla del Camino
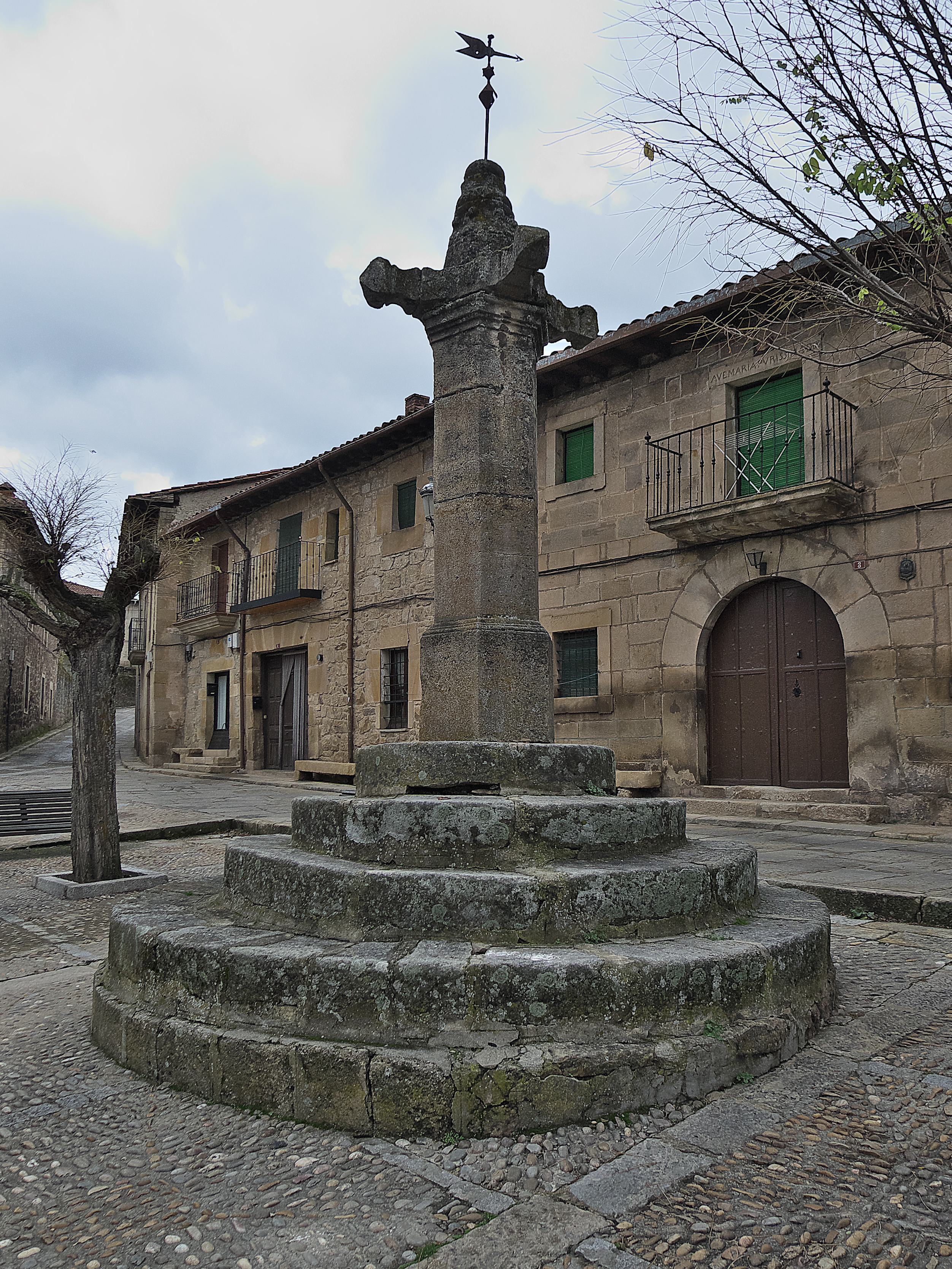
Vinuesa
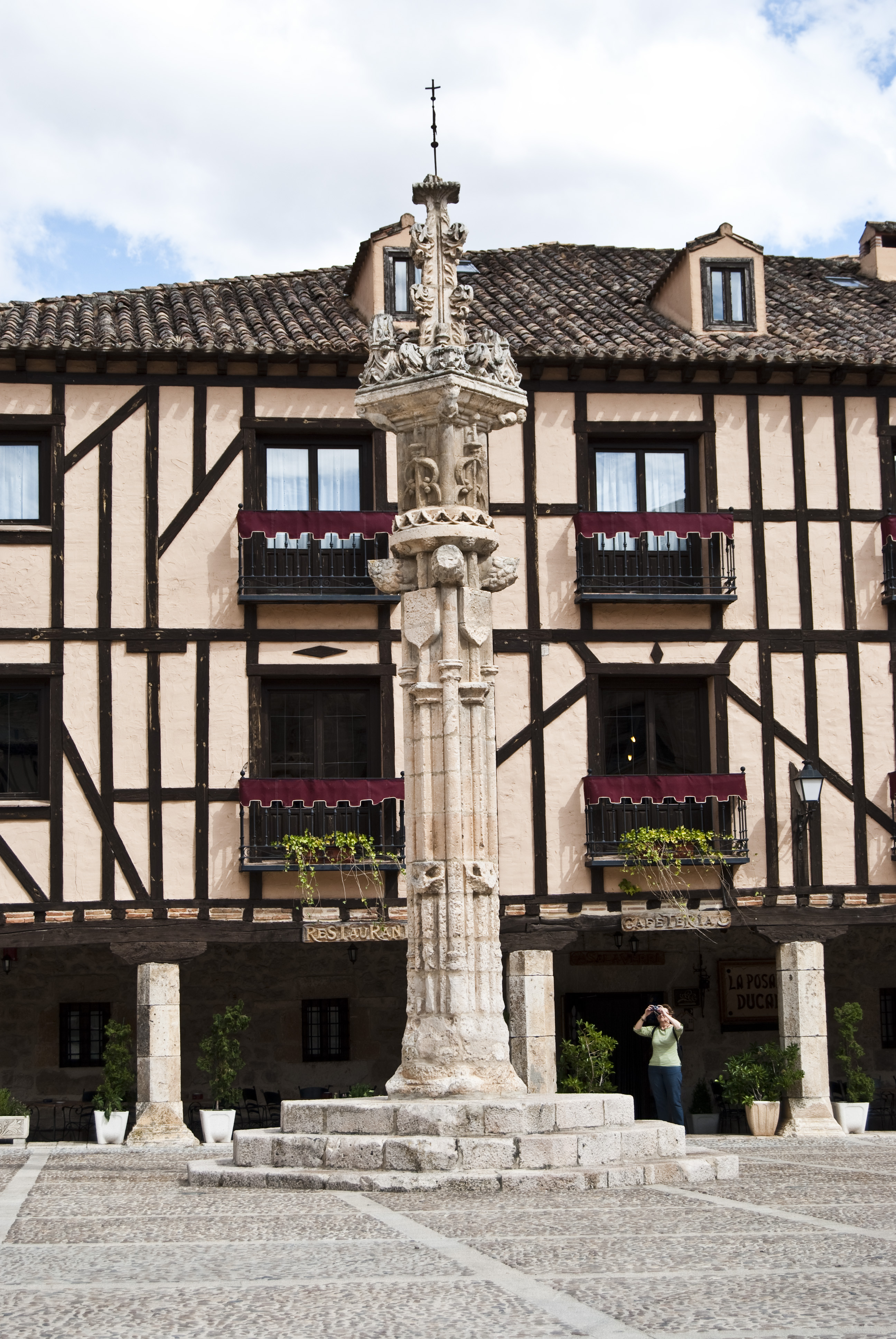
Peñaranda de Duero
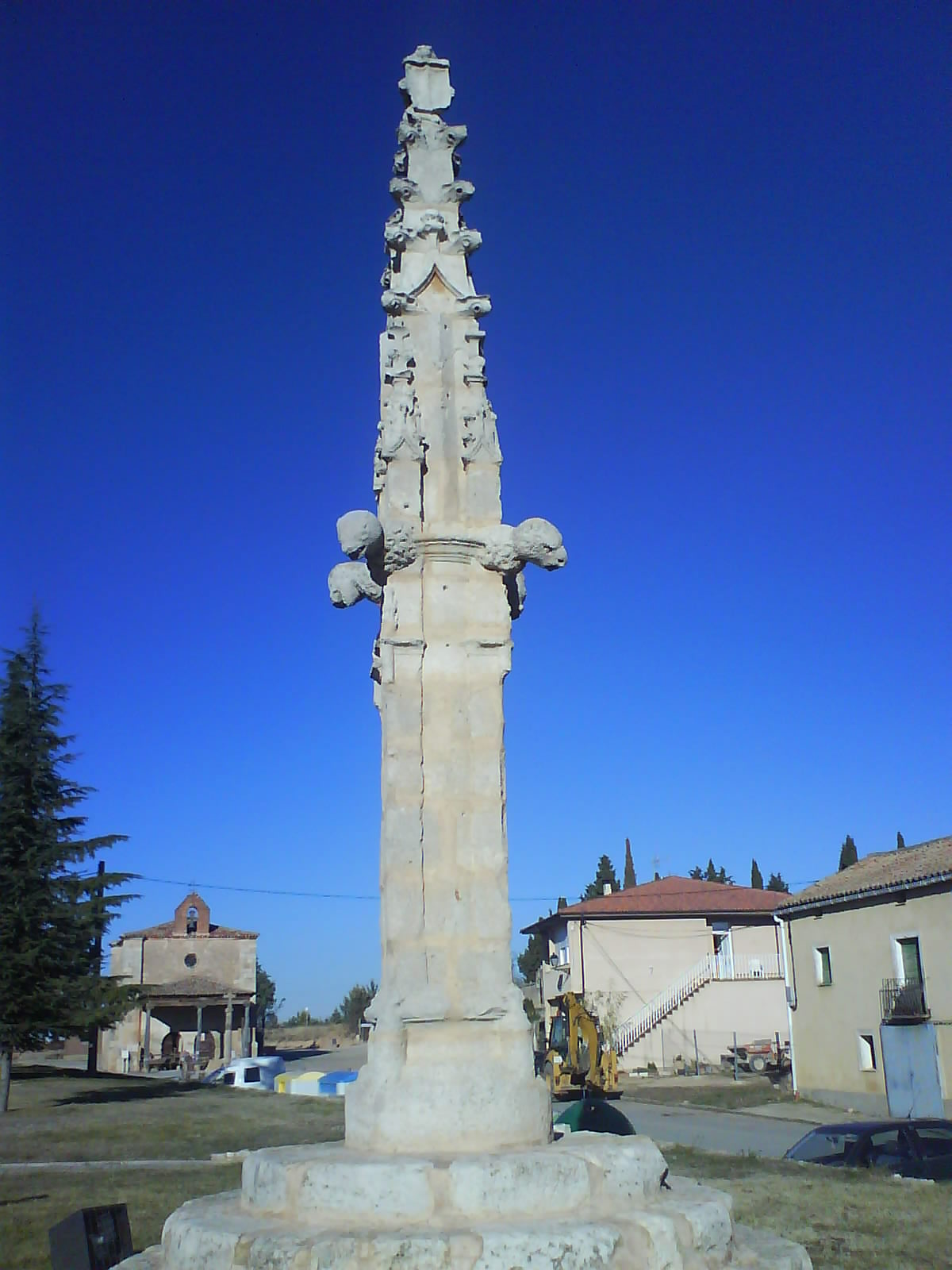
Berlanga de Duero